# Loscouët-sur-Meu

Loscouët-sur-Meu este o comună în departamentul  Côtes-d'Armor, Franța. În 1 ianuarie 2022 avea o populație de 644 de locuitori.